# ディーン・セキ
ディーン・セキ（石天 英名:Dean Shek 1949年6月17日 / 10月17日 - 2021年9月20日 / 10月31日）は、香港の俳優、映画監督、脚本家、映画プロデューサーである。

## プロフィール
中国天津市に生まれる。本名は劉偉誠。彼が3歳の時に香港に移住する。1968年にショウ・ブラザーズの俳優養成所に入り、1969年にデビュー。その後数多くの映画で脇役として出演を重ねた。
1973年にショウ・ブラザーズを退社してからも、『Mr.Boo!ギャンブル大将』や、ジャッキー・チェン主演の『カンニング・モンキー 天中拳』をはじめとする一連のカンフー映画に出演し、コミカルな演技を披露した。
1975年からは映画の演出も開始し、1980年には、レイモンド・ウォン（黄百鳴）やカール・マッカ（麥嘉）とともに映画製作会社シネマ・シティ（新藝城電影公司）を設立。『悪漢探偵』シリーズのプロデューサーとしても手腕を発揮した。
コメディ色の強い映画に出演・プロデュースの多いディーン・セキだが、1987年公開の『男たちの挽歌 II』では、偽造紙幣製造組織のボス・ルン役を演じた。
1990年製作の映画『赤の広場の龍』を最後に俳優を引退、プロデューサーとしても1992年製作の『Angel Hunter』を最後に芸能界を完全に引退し、実業界に転じた。以来、表舞台に姿を現す事は殆ど無くなったが、盟友であるエリック・ツァンの60歳記念パーティが開かれ、香港TVBで放送された際には、会場に設置された舞台にレイモンド・ウォンやカール・マッカとともに登場し、シネマ・シティ時代の昔話を語っていた。2021年10月31日、癌により死去した。72歳没。
日本語吹替えに関しては主に清川元夢が担当していたが、2024年以降の追加収録部分などで岩崎ひろしなどが担当している。

## 主な出演作品
- カラテ愚連隊（1973年）
- 帰って来たドラゴン（1973年）
- Mr.Boo!ギャンブル大将（1974年）
- Mr.Boo!天才とおバカ（1975年）
- 少林寺怒りの鉄拳（1977年）
- アンジェラ・マオ　破戒（1977年）
- スネーキーモンキー 蛇拳（1977年）
- 燃えよデブゴン カエル拳対カニ拳（1978年）
- 拳精（1978年）
- カンニング・モンキー 天中拳（1978年）
- デブゴンの太閤記（1978年）
- ドランクモンキー 酔拳（1978年）
- 燃えよデブゴン 友情拳（1978年）
- 女カンフー/魔柳拳（1978年）
- ジャッキー・チェンの必殺鉄指拳（1979年）
- フラミンゴ殺法 天中拳（1979年）
- Mｒ.ノーボディー（1979年）
- 燃えよデブゴン 豚だカップル拳(1979年）
- クレージーモンキー 笑拳（1979年）
- 南北酔拳（1979年）
- 燃えよデブゴン 正義への招待拳（1980年）
- 滑稽時代/モダン・タイム・キッド（1980年）
- アーメン・オーメン・カンフーメン!（1981年）
- 悪漢探偵（1982年）
- ジャッキー・チェンの醒拳（1983年）
- 悪漢探偵2（1983年）
- アラン・タムの特撮(SFX) 異星人大騒動（1985年）
- 香港スワット 野獣たちの陰謀（1985年）
- 男たちの挽歌 II（1987年）
- 赤の広場の龍（1990年）
- おじいちゃんはデブゴン（2016年）

### 註釈
1. ↑  ただし、香港電影資料館では同年の9月20日を没日とし[2]、また、聯合早報も9月の死去を報じている[1]。